# Никитин-Королёв, Василий Васильевич
Василий Васильевич Никитин-Королёв (псевдоним Васька Карась; ум. 17 июля 1921) — командир бригады партизанских полков Козловского уезда во время Тамбовского восстания.

## Биография
По некоторым сведениям, родился в деревне Николаевка или Байшевых Щиграх Усманского уезда Тамбовской губернии.
Участвовал в Первой мировой войне, от призыва в Красную Армию уклонился. По другой версии, был арендатором садов в Козловском уезде и проживал в г. Козлове.
Создал партизанское формирование на территории Козловского уезда Тамбовской губернии, которое осуществляло дерзкие нападения на железнодорожных станциях. К осени 1920 года группа установила свой контроль над значительной территорией Козловского уезда. Главным её идеологом был эсер С. А. Попов из села Беломестная Двойня. К весне 1921 г. численность «полка» достигала 1500 человек. В марте 1921 г. присоединился к армии Антонова. Отряд отличался особой жестокостью по отношению к коммунистам и советским работникам.

4 июля 1921 гг. несколько красноармейских частей во главе с начальником штаба войск Тамбовской губернии Н. Е. Какуриным приступили к ликвидации «банды» Васьки Карася. Уже к вечеру 7 июля, после ряда боев в районе Воронцовского леса, отряд Карася был в основном уничтожен: из трехсот человек 226 были убиты, а 14 попали в плен. 
Остатки отряда бежали в Козловский уезд, где вскоре получили еще один уничтожающий удар от бойцов 15-й Сибирской кавалерийской дивизии Николая Дмитриевича Томина. Самого же Ваську Карася с его последними отрядниками красные кавалеристы настигли 18 июля уже в Усманском уезде, недалеко от станции Княжая Байгора. Во время погони под Карасем убили коня, но сдаваться он не стал, а побежал по полю, отстреливаясь из маузера и непрерывно крича во всю глотку: «Васька Карась не сдается! Васька Карась не сдается!» Но в самый критический момент его маузер дал две осечки подряд, а третий раз нажать на спусковой крючок Карась не успел: красноармейский клинок молнией ударил в его бесшабашную голову.
Добринский военком М. Секачев позднее так описывал ликвидацию отряда: 
17 июля поступили известия, что банда Васьки Карася находится у села Александровки Новочеркутинской волости (ныне Добринский район). В это место срочно был послан отряд из кавалерийского полка, находившегося в это время на территории Усманского уезда. В указанном селе бандитов застичь не удалось, они были уже в районе совхоза «Самородок». Ночь красные кавалеристы провели в селе Средне-Гагарино Сафоновской волости. На следующий день рано утром со стороны совхоза «Самородок» послышалась стрельба, а вскоре стало видно, как мчались около 70 конных бандитов, преследуемых другим отрядом красных кавалеристов. Не подозревая, бандиты попали в ловушку. Началось их уничтожение. Однако двадцати из них удалось вырваться из окружения и они устремились к селу Павловке. Их неотступно преследовали. Недалеко от села вновь завязалась схватка. Еще часть бандитов была убита. Васька Карась стал спасаться бегством, надеясь укрыться в кустах. В погоню за ним бросился командир кавалерийского полка Кузнецов. Вскоре он нагнал его и приказал сдаваться. Васька Карась, видя, что ему не миновать расплаты за все его злодеяния, застрелился. Остальные бандиты разбежались, но через несколько дней их с помощью крестьян выловили. Так было, наконец, покончено с наиболее свирепой бандой.
В ликвидации отряда принимали участие будущий советский военачальник И. В. Тюленев, возможно и писатель А. Гайдар, который дал описание последнего боя в своей повести «В дни поражений и побед».

## Действия отряда
```
28 мая  1921 года банда Карася произвела налет на 
Беломестную Двойню
, где зарубила членов волостного и сельского Советов, уничтожила дела Советов и здание Совета разрушила. Всех жертв банды в Беломестной Двойне около 50 человек, зверски убитых. В числе убитых находятся старики, женщины и дети грудного возраста. Кроме того, что банда зарубила, она произвела разрушение домов зарубленных до основания
[
10
]
.
```

май 1921 года
```
 вблизи деревни Ольшанка обнаружена банда Карася численностью 1500 человек конных при одном орудии и четырех пулеметах
[
10
]
```

июнь 1921 года
```
вдоль восточной границы Козловского уезда… уклоняясь от столкновения с нашими частями, высылаемыми для ликвидации, непрерывно разгуливают в указанной полосе, грабят, терроризируя население не бандитских селений и совершая неглубокие рейды в пределах 4-го боеучастка.
```

17 июня 1921 года — столкновения с частями Красной армии.
23 июня 1921 года — отряд Карася численностью до 400 человек провел мобилизацию населения в селениях Покровско-Марфинской волости: Новознаменское, Дмитриево, Умет, Первая Алексеевка и Матвеевка.
25 июня 1921 года — отряды появлялись на границе Козловского и Тамбовского уездов.
29 июня 1921 года — отряд Карася занял Петровский участок (стык Козловского. Тамбовского и Усманского уездов).
30 июня 1921 года
```
150 конных заняли Снежки 
Сафоновской волости
 (15 в[ерст] с[еверо]-з[ападнее] ст. 
Мордово
, на карте нет). Вооружение разнообразное. Бандиты занимаются заменой лошадей и сбором продовольствия
[
10
]
.
```

Июль 1921 года — отряд Карася численностью около 500 сабель оперировал в районе Чемлыкской волости Усманского уезда.
5 июля 1921 года — занимала Чемлычек, деревню Лежайка, хутор Усманского уезда.
7 июля 1921 года — бой в районе Воронцовского леса.
17-18 июля 1921 года — разгром отряда на территории Усманского уезда.

## Семья
Отец — Егор Иванович Никитин — крестьянин деревни Байшевых Щигров Усманского уезда Тамбовской губернии;
Мать — Татьяна Федотьевна Никитина — крестьянка деревни Байшевых Щигров Усманского уезда Тамбовской губернии;
Жена — Александр Григорьевна (урожденная Рогова);
Сын —? погиб при попытке задержания Васьки Карася;
Сын — Борис Васильевич Никитин (1919 — 22.12.1942) — погиб на фронте.